# NGC 4135
NGC 4135 é uma galáxia espiral barrada (SBbc) localizada na direcção da constelação de Canes Venatici. Possui uma declinação de +44° 00' 13" e uma ascensão recta de 12 horas, 09 minutos e 08,8 segundos.
A galáxia NGC 4135 foi descoberta em 4 de Maio de 1881 por Édouard Jean-Marie Stephan.